# Alfredo José Anzola
Alfredo José Anzola Jaumotte (11 de junio de 1974 – 28 de abril de 2008) fue un empresario venezolano, fundador y CFO de Smartmatic, una empresa multinacional de votación electrónica. Anzola fue uno de los arquitectos del consorcio SBC, una alianza estratégica entre Smartmatic, Bitza Corporation y proveedor de la compañía telefónica, CANTV, para gestionar la plataforma tecnológica de elecciones en Venezuela.

## Biografía
Alfredo José Anzola nació el 11 de junio de 1974. Su padre era Alfredo Anzola Mendez, y su madre fue Christina Jaumotte de Galavís. A su vez, era nieto de Alfredo Anzola Montauban, un prestigioso e influyente ingeniero, profesor universitario y escritor, de ascendencia venezolana y francesa.
Alfredo José era amigo de infancia  de Antonio Mugica, con el que fundó Smartmatic en 2000.
Alfredo José Anzola consiguió la licenciatura de Ingeniería industrial en la Universidad Católica Andrés Bello. También comenzó  el programa TRIUM EMBA que se ofrece conjuntamente por la Escuela de Negocios Stern de la Universidad de Nueva York, la Escuela de Economía de Londres y el HEC Paris.

## Actividad empresarial
En 1997, Alfredo José Anzola, junto a Antonio Mugica y Roger Piñate, comenzaron a colaborar en Panagroup Corporation en Caracas, Venezuela.
Smartmatic fue oficialmente incorporado el 11 de abril de 2000 en Delaware por Alfredo José Anzola. Smartmatic era entonces una empresa tecnológica incipiente. Su domicilio social era Boca Raton (Florida).
En marzo de 2005, con una ganancia inesperada de unos 120 millones de dólares de sus primeros tres contratos con Venezuela, Smartmatic compró Sequoia Voting Systems, una empresa mucho más grande y establecida que en 2006 tenía equipos de votación instalados en 17 estados y el Distrito de Columbia.

## Accidente de avión
El 28 de abril de 2008, sobre las 14:25 (Horario UTC), un Piper PA-31-310, N6463L, el avión en el que viajaba se precipitó sobre una residencia de la localidad de Catia la Mar, estado de Vargas, al norte de Venezuela. pocos minutos después de su salida del Aeropuerto Internacional Simón Bolívar, Maiquetía, Venezuela. El piloto certificado de transporte aéreo, dos pasajeros y cinco personas en tierra resultaron fatalmente heridos. El vuelo tenía como destino el Aeropuerto Internacional Hato (TNCC), Curazao. Según información preliminar de la Junta Investigadora de Accidentes de Aviación (JIAA) de Venezuela, el piloto reportó una pérdida de potencia del motor después del despegue e intentó regresar al aeropuerto de salida. Durante el regreso, el avión impactó varios edificios en una zona residencial y se produjo un incendio posterior al accidente.
A bordo estaban el piloto, Mario Jose Donadi, un narcotraficante condenado a 8 años de prisión tanto en Estados Unidos como en Venezuela, Eduardo Ramírez, empleado de Smartmatic, abogado y consultor de la firma, y Alfredo José Anzola. Una abogada de la empresa, Carolina Caruso, recordó que ese día se iba a celebrar una junta de accionistas de Smartmatic en Curazao, donde estaba registrada la empresa. Como esa mañana no había vuelos directos, el avión había sido contratado por la empresa Smartmatic para realizar un vuelo chárter a Curazao.
Después del accidente aéreo, el Gobernador del Estado Miranda, Diosdado Cabello Rondón, dispuso el traslado de Anzola de un hospital local a uno en Caracas. El Ministro del Interior, Ramón Rodríguez Chacín, también se desplazó al Hospital Rafael Medina Jiménez (alias Periférico de Pariata, estado Vargas) para constatar el estado de salud de Anzola. De todas maneras, Alfredo José Anzola murió en el hospital.